# Corbolone
Corbolone (Corbołon in veneto) è una frazione del comune italiano di San Stino di Livenza, nella città metropolitana di Venezia.
È l'abitato più settentrionale del comune, localizzato alla sinistra del canale Malgher.

## Storia
Il toponimo sembra derivare dal termine latino corbis, corbula "cesta di vimini", usato metaforicamente per indicare un affossamento del terreno.
Corbolone si sviluppò a partire dall'XI secolo su iniziativa dei monaci dell'abbazia di Sesto al Reghena a cui restò a lungo legata. Come la vicina San Stino vi furono costruite delle fortificazioni, data la posizione di confine tra il patriarcato di Aquileia e la Repubblica di Venezia.
Antico feudo dei da Prata, nel 1259 passò sotto il diretto controllo dei patriarchi che lo posero sotto il capitanato di San Stino.
Durante il dominio veneziano godette di una certa floridezza, come dimostrano la pregevole chiesa di San Marco e le varie ville venete.

## Monumenti e luoghi d'interesse

### Chiesa di San Marco
La chiesa parrocchiale di Corbolone è quella di San Marco Evangelista.

### Villa Gubitta
Villa Gubitta è la prima, venendo dal centro, delle tre ville venete del paese, tutte situate lungo riviera Corbolone e rivolte al canale Malgher, via d'acqua che le metteva in comunicazione con Venezia.
Fu eretta probabilmente tra la fine del Cinquecento e l'inizio del Seicento. Verso la metà dello stesso secolo sono citate a Corbolone due palazzi, rispettivamente di Iseppo Bonazza e di Alvise Bembo: villa Gubitta dovrebbe essere uno dei due (non è chiaro quale), mentre l'altro corrisponderebbe all'attuale villa Migotto.
L'edificio odierno è frutto dei vari rimaneggiamenti che si sono susseguiti sino ai tempi recenti, sicché dell'aspetto originale la villa conserva solo la volumetria e alcuni lacerti di muratura. La facciata presenta al centro il portale d'ingresso, fiancheggiato da due piccole finestre per parte. Sopra, lungo il medesimo asse, si colloca una porta finestra con altre due aperture ai lati, che garantiscono l'illuminazione del salone al piano nobile; sono evidenziate da una balaustrata in aggetto e sono sovrastate da un timpano. Il sottotetto è illuminato da alcune finestrelle rotonde.

### Villa Calzavara
Fu costruita nel Settecento dalla famiglia omonima e attualmente è dei Murador.
Il complesso, inserito in un vasto parco, comprende anche un edificio rustico poco discosto dal palazzo, probabilmente costruito verso la fine del Settecento. La casa domenicale, a pianta rettangolare, presenta tre livelli ed è coronata da una copertura a padiglione. I fronti principali sono quello occidentale, rivolto al canale, e quello orientale, prospiciente il parco, e sono praticamente uguali, caratterizzate dallo schema tripartito con salone passante tipico dei palazzi veneti. Il piano nobile, al centro del quale si apre una bifora aperta su una balaustrata aggettante, è quello più ricco di elementi architettonici quali cornici, architravi, piedritti. I primi due piani sono distinti tra loro da un marcapiano, mentre l'intero edificio è concluso da un cornicione.

### Villa Migotto
Fu costruita probabilmente nel Cinquecento e va forse identificata con una villa dei Corner citata nel 1661 (ma potrebbe trattarsi di un'altra villa Migotto, sita a San Stino in riviera Trentin). Nonostante il tempo trascorso e i rimaneggiamenti, ha mantenuto quasi intatto l'aspetto originale. La struttura è quella tipica della villa veneta, divisa in tre partiti e con salone passante, ai lati del quale si dispongono gli altri ambienti e la scala. I due prospetti principali si rivolgono l'uno alla strada e al canale Malgher, l'altro al giardino e alle campagne circostanti.
I portali d'ingresso dei due fronti, posti lungo l'asse centrale, recano inciso sull'architrave il motto iuravit et non penitebit. Il salone del piano nobile è illuminato da un trio di finestre voltate per facciata; quello verso il giardino è stato in parte murato, mentre l'altro, con l'apertura centrale più grande, è protetto da un parapetto in ferro battuto. Le finestre agli spigoli dei fronti secondari sono state tamponate. Il tutto è coronato da una cornice dentellata che si sviluppa lungo tutti i lati.